# Voskhod 1
Voskhod 1 (rus: Восход-1, Восход que significa en rus Sortida del sol) va ser la setena missió espacial tripulada de la Unió Soviètica. Es va aconseguir una sèrie de "primícies" en la història del vol espacial tripulat, sent el primer vol espacial en transportar a més d'un membre de la tripulació en òrbita, el primer vol sense l'ús de vestits espacials, i el primer a transportar un enginyer o un metge a l'espai exterior. També va establir un rècord d'altitud d'una nau espacial tripulada en 336 km.
Els tres vestits espacials per als cosmonautes del Voskhod 1 van ser omesos, no hi havia ni l'ambient ni la capacitat de càrrega útil per al Voskhod per dur-les. El Voskhod original havia estat dissenyat per portar a dos cosmonautes, però els polítics soviètics van pressionar el programa espacial soviètic a transportar 3 cosmonautes en el Voskhod 1. L'únic altre vol espacial en el programa Voskhod, el Voskhod 2, va transportar a dos cosmonautes — per necessitat, perquè era el vol en què Alexei Leonov realitzaria el primer passeig espacial de la història.
Com a part de la seva càrrega útil, el Voskhod 1 va transportar una cinta del bàner del Communard de la Comuna de París de 1871 en òrbita.

## Cosmonautes
| Posició              | Cosmonauta                                | Cosmonauta                                |
| -------------------- | ----------------------------------------- | ----------------------------------------- |
| Pilot de Comandament | Vladímir Komarov Primer vol espacial      | Vladímir Komarov Primer vol espacial      |
| Enginyer             | Konstantín Feoktístov Primer vol espacial | Konstantín Feoktístov Primer vol espacial |
| Doctor mèdic         | Borís Iegórov Primer vol espacial         | Borís Iegórov Primer vol espacial         |

### Tripulació de reserva
| Posició              | Cosmonauta      | Cosmonauta      |
| -------------------- | --------------- | --------------- |
| Pilot de Comandament | Borís Volínov   | Borís Volínov   |
| Enginyer             | Gueorgui Katis  | Gueorgui Katis  |
| Doctor mèdic         | Aleksei Sorokin | Aleksei Sorokin |

### Cosmonauta de reserva
| Posició      | Cosmonauta      | Cosmonauta      |
| ------------ | --------------- | --------------- |
| Doctor mèdic | Vassili Làzarev | Vassili Làzarev |

## Paràmetres de la missió
- Massa: 5320 kg
- Perigeu: 178 km
- Apogeu: 336 km
- Inclinació: 64,7°
- Període: 89,6 min